# Holger Pfleger

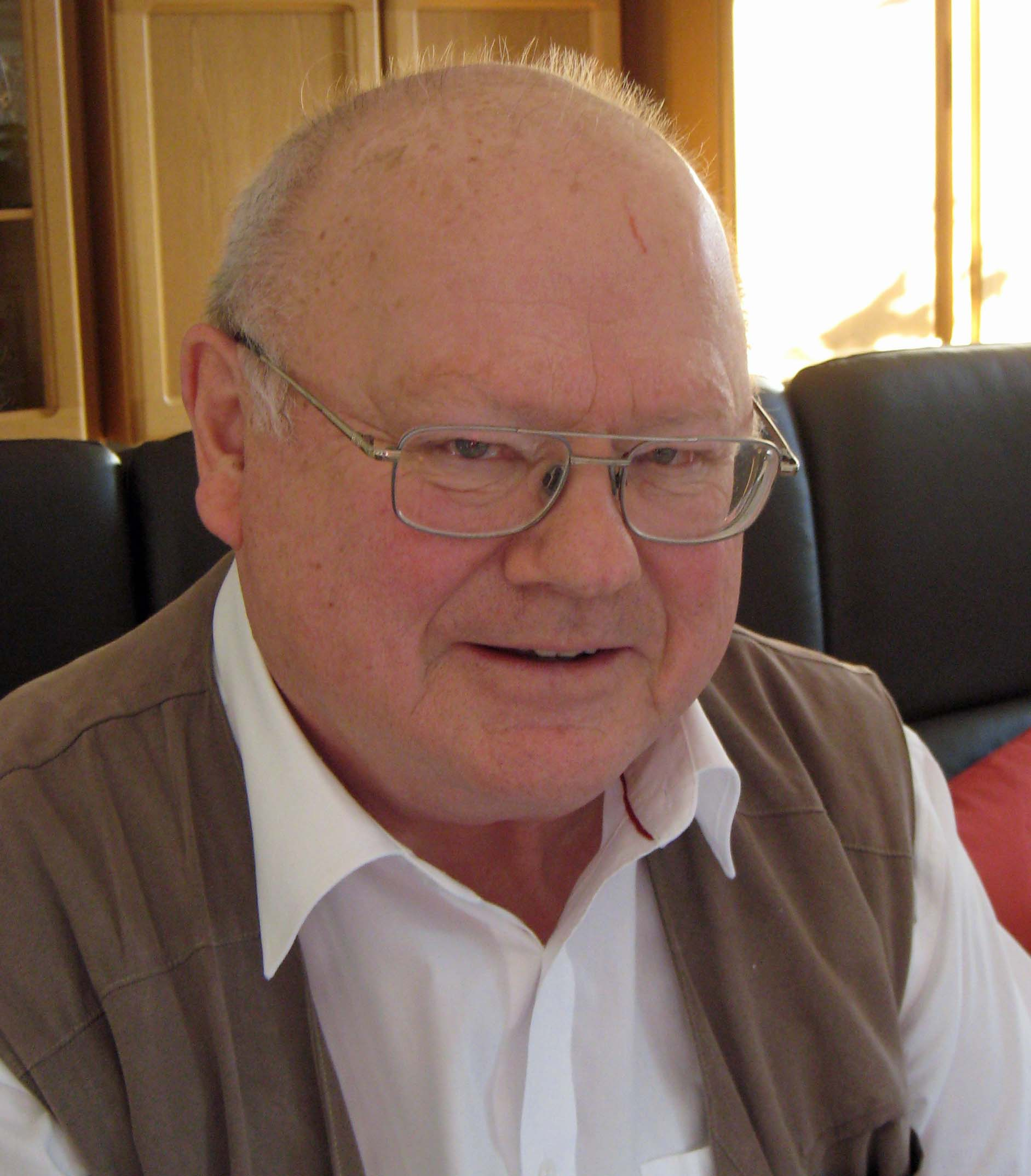
Holger Pfleger

Holger Pfleger (* 14. Juni 1944 in Laband) ist ein deutscher Bauingenieur. Von 1989 bis 1994 war er Bürgermeister von Bergisch Gladbach.

## Leben
Nach der Evakuierung seiner Familie aus Oberschlesien kam er auf Umwegen nach Mülheim an der Ruhr. An der Technischen Universität Hannover studierte er von 1963 bis 1970 das Bauingenieurwesen. 1971 nahm er dauerhaft seinen Wohnsitz in Bergisch Gladbach. Er ist verheiratet und hat eine Tochter.

## Politik
Mit dem Beginn seines Studiums trat er 1963 in die SPD ein. 13 Jahre lang war er seit 1975 Fraktionsvorsitzender der SPD-Stadtratsfraktion in der neuen Stadt Bergisch Gladbach. Als erster Bürgermeister in Nordrhein-Westfalen regierte er von 1989 bis 1994 auf der Basis einer Ampelkoalition zwischen SPD, FDP und GRÜNEN. In der folgenden Wahlperiode wechselte er zu der lokalen Wählervereinigung "Demokraten '94", für die er im Rat der Stadt Bergisch Gladbach saß.

## Mitgliedschaften
- Altenberger Dom-Verein
- Zentral-Dombau-Verein zu Köln
- Förderverein Romanische Kirchen Köln
- Bergischer Geschichtsverein Rhein-Berg e.V.

## Ehrungen
- Ehrenring der Stadt Bergisch Gladbach 1994